# Theresa Villiers
Theresa Villiers (Londres, 5 de març de 1968) és una política britànica membre del Partit Conservador. Diputada al Parlament Europeu de 1999 a 2005 i després membre del Parlament per Chipping Barnet, fou ministra de Transport del 13 de maig de 2010 al 4 de setembre de 2012. Entre 2014 i 2016 fou Secretària d'Estat per Irlanda del Nord al govern de Cameron. Forma part de la família dels comtes de Clarendon i de Jersey.